# Rainer Maria Woelki
Rainer Maria Woelki (Keulen, 18 augustus 1956) is een Duits geestelijke en een kardinaal van de Rooms-Katholieke Kerk.
Op 14 juni 1985 werd Woelki tot priester gewijd. Hij was secretaris van aartsbisschop Joachim Meisner en directeur van een theologisch college. Op 24 februari 2003 werd hij benoemd tot hulpbisschop van Keulen en tot titulair bisschop van Scampa. Zijn bisschopswijding vond plaats op 30 maart 2003.
Op 2 juli 2011 werd Woelki benoemd tot aartsbisschop van Berlijn.  Hij was de opvolger van Georg Sterzinsky die om gezondheidsredenen was afgetreden.
Woelki werd tijdens het consistorie van 18 februari 2012 kardinaal gecreëerd. Hij kreeg de rang van kardinaal-priester. Zijn titelkerk werd de San Giovanni Maria Vianney.
Woelki werd op 11 juli 2014 benoemd tot aartsbisschop van Keulen. Hij was de opvolger van Joachim Meisner die met emeritaat was gegaan.
Beschuldigingen dat Woelki gevallen van seksueel misbruik had toegedekt, leidden tot een onderzoek door het Vaticaan. Zijn weigering een rapport over de misbruikzaak openbaar te maken had een uittocht van katholieken uit de katholieke kerk in Duitsland tot gevolg. Paus Franciscus besloot hem in zijn ambt te handhaven, maar de kardinaal nam wel een spirituele pauze.
Op 2 maart 2022 werd bekend dat Woelki uit zijn ambt wil vertrekken. Een dergelijke beslissing kan alleen de paus nemen. Het Vaticaan liet weten binnen afzienbare tijd een besluit te nemen over de toekomst van de aartsbisschop. Tot die tijd blijft Woelki in zijn ambt.
In augustus 2022 distantieerden 50 geestelijken in het bisdom Keulen zich openlijk van Woelki, toen bekend werd dat de kardinaal in 2020 een PR-bureau had ingeschakeld om hem te adviseren welke communicatiestrategie hij het beste kon volgen om in zijn functie te blijven. "Met het bekend worden van de PR-strategie heeft kardinaal Woelki het laatste restje vertrouwen verbruikt”, aldus de geestelijken. De crisis in het aartsbisdom heeft volgens hen “een onvoorstelbaar dieptepunt bereikt.”
In november 2022 startte het Duitse openbaar ministerie een strafrechtelijk onderzoek tegen Woelki. Aanklagers bekijken of hij onder ede heeft gelogen over zijn kennis van seksueel misbruik binnen de kerk. De zaak kwam aan het rollen na een getuigenis.